# Liste der politischen Parteien auf der Isle of Man
Diese Liste bietet einen Überblick über die politischen Parteien der Kronbesitzung Isle of Man.
Im Tynwald (House of Keys und Legislative Council) werden die Sitze vorwiegend von Unabhängigen besetzt.

## Parteien
| Name | Name                    | Abkürzung | Name in Manx             | Ausrichtung      | Sitze im House of Keys (2021) | Gründung                          | Internetseite                             |
| ---- | ----------------------- | --------- | ------------------------ | ---------------- | ----------------------------- | --------------------------------- | ----------------------------------------- |
|      | Isle of Man Green Party |           | Partee Glass Vannin      | Grüne Politik    | 0                             | 2016                              | www.greenparty.im                         |
|      | Liberal Vannin Party    | LVP       | Partee Libraalagh Vannin | Liberalismus     | 10                            | 2006                              | liberalvannin.im                          |
|      | Manx Labour Party       | MLP       | Partee Obbraghys Vannin  | Sozialdemokratie | 20                            | 1918                              | www.manxlabourparty.com                   |
|      | Mec Vannin              |           | Mec Vannin               | Republikanismus  | 0 *                           | 1962                              | mecvannin.im                              |
|      | Manx Progressive Party  | MPP       |                          |                  | 0 *                           | 2020 (als Working People’s Party) | Facebook-Seite der Manx Progressive Party |

## Historische Parteien
- Independent Labour
- National Party
- Manx National Party
- Liberal Party
- Manx People’s Political Association